# Chukwubuikem Ikwuemesi
Chukwubuikem Ikwuemesi (* 5. August 2001) ist ein nigerianischer Fußballspieler.

## Karriere

### Verein
Ikwuemesi wechselte im August 2021 leihweise vom Giant Brillars FC zum österreichischen Zweitligisten SK Vorwärts Steyr. Sein Debüt in der 2. Liga gab er im September 2021, als er am achten Spieltag der Saison 2021/22 gegen den SC Austria Lustenau in der Startelf stand. Insgesamt kam er zu acht Zweitligaeinsätzen, in denen er ein Tor erzielte. Im Dezember 2021 wurde sein Leihvertrag in Steyr aufgelöst.
Daraufhin wechselte er im März 2022 nach Slowenien zum Zweitligisten NK Krško.
Im August 2023 wechselte Ikwuemesi in die italienische Serie A zur Salernitana, indem er einen Vertrag bis zum Jahr 2027 unterzeichnete.
Im Sommer erfolgte ein Wechsel zu Oud-Heverlee Löwen.

### Nationalmannschaft
Ikwuemesi spielte 2020 für die nigerianische U-20-Auswahl.